# Nicole Le Douarin
Nicole Le Douarin, née Nicole Chauvac le 20 août 1930 à Lorient, est une biologiste et universitaire française, chercheuse en biologie du développement et en embryologie. Médaille d'or du CNRS en 1986, elle est professeure émérite au Collège de France, et secrétaire perpétuelle honoraire de l'Académie des sciences.

## Biographie
Issue d'une famille d'institutrices, Nicole Le Douarin est élève au lycée Dupuy-de-Lôme de Lorient où elle obtient son baccalauréat en 1947. Après l'agrégation de sciences naturelles, elle enseigne comme professeur de sciences naturelles dans un lycée de 1954 à 1962. 
Avec le soutien d'Étienne Wolff, directeur de l'Institut d'embryologie de Nogent-sur-Marne, elle intègre son laboratoire CNRS en 1962, dans lequel elle prépare son doctorat d'État en sciences naturelles qu'elle soutient en 1964. Elle a un poste de maîtresse de conférences à la faculté des sciences de l'université de Clermont-Ferrand (1965-1971), puis à la faculté des sciences de l'université de Nantes, avant de devenir professeure titulaire d'une chaire à titre personnel au même endroit en 1971. Succédant à Étienne Wolff en 1975, elle devient directrice de l'Institut d'embryologie en 1975, puis directrice de recherche au CNRS (1976-1988). Elle est ensuite nommée professeure au Collège de France en 1988. Elle est élue en 1982 à l'Académie des sciences et en 1984, membre de la National Academy of Sciences américaine.
Elle est professeure émérite au Collège de France, secrétaire perpétuelle honoraire de l'Académie des sciences depuis janvier 2006 (après en avoir été secrétaire perpétuelle de 2001 à 2005). Nicole Le Douarin a reçu de nombreuses récompenses, dont le prix de l'Académie des sciences (1965). Elle est la deuxième femme à avoir reçu la médaille d'or du CNRS (1986) en France, pour ses travaux en biologie du développement. Elle est élue membre étranger de la Royal Society en 1989. Elle est depuis 2004 membre du Conseil de surveillance de la Fondation pour l'innovation politique et depuis 1999 membre de l'Académie pontificale des sciences. 
Elle est élevée à la dignité de grand-croix de la Légion d'honneur le 31 décembre 2010, devenant la neuvième femme à obtenir cette distinction.

## Contributions scientifiques
Le domaine de recherche de Nicole Le Douarin est l'embryologie et le développement. Elle a contribué de façon majeure à une meilleure compréhension de la formation de la crête neurale qui constitue au niveau embryologique la zone de contact entre le cerveau et la moelle épinière. Elle développe, en  1969, une technique originale de visualisation de la différenciation et de la migration des cellules embryonnaires en greffant avec succès un bout de moelle épinière d'embryon de caille sur la moelle épinière d'embryon de poulet, en créant des embryons chimériques caille-poulet,. 
De plus, à la suite de la greffe, les cellules de caille se sont multipliées régulièrement dans les tissus du poulet, ce qui a permis – grâce à leurs différences cytologiques visibles au  simple microscope – des avancées cruciales dans la connaissance des systèmes nerveux et immunologique et lui a apporté une reconnaissance scientifique internationale.
Ce modèle de recherche utilisant les chimères caille-poulet a également permis la découverte, en physiopathologie, d'un gène qui serait – chez l'humain – à la base de certaines formes d'épilepsie ou de la maladie de Hirschsprung. Cette dernière pathologie dépend, en effet, de la faible colonisation de l'intestin par des cellules issues de la crête neurale.

## Prix et distinctions

### Prix
- 1965 : Prix de l'Académie des sciences de Paris
- 1986 : Prix de Kyoto « Biotechnologie et technologie médicale »
- 1986 : Médaille d'or du CNRS
- 1990 : Co-lauréate du Prix Louis-Jeantet de médecine
- 1993 : Prix Louisa-Gross-Horwitz
- 1998 : Grande médaille d'or de la Société d'encouragement au progrès[9]
- 2003 : Prix mondial Cino Del Duca
- 2009 : Prix d'honneur de l'Inserm

### Décorations
- Grand-croix de la Légion d'honneur (2010)
- Grand-croix de l'ordre national du Mérite (1995)[10]
- Commandeure de l'ordre des Palmes académiques

## Publications
- (en) The Neural Crest, Cambridge University Press, 1982,  (ISBN 978-0521247702) (rééd. 1999)
- Des chimères, des clones et des gènes, éditions Odile Jacob, 2000,  (ISBN 978-2738107398)
- Les cellules souches, porteuses d'immortalité, éditions Odile Jacob, 2007,  (ISBN 978-2738114143)
- Le secret des êtres vivants, préface de Mona Ozouf et Michelle Perrot, éditions Robert Laffont, 2012,  (ISBN 978-2221111437)
- Dictionnaire amoureux de la vie, Plon, 2017, 798 p.  (ISBN 978-2-259-20951-9)